# NGC 3312
NGC 3312 este o galaxie LINER situată în constelația Hidra. A fost descoperită în 26 martie 1835 de către John Herschel. Se află la o distanță de 59,43 de megaparseci de Pământ.